# Dario Vergassola
Dario Vergassola (La Spezia, 3 maggio 1957) è un comico, cabarettista, cantautore, umorista, scrittore e attore italiano.

## Biografia

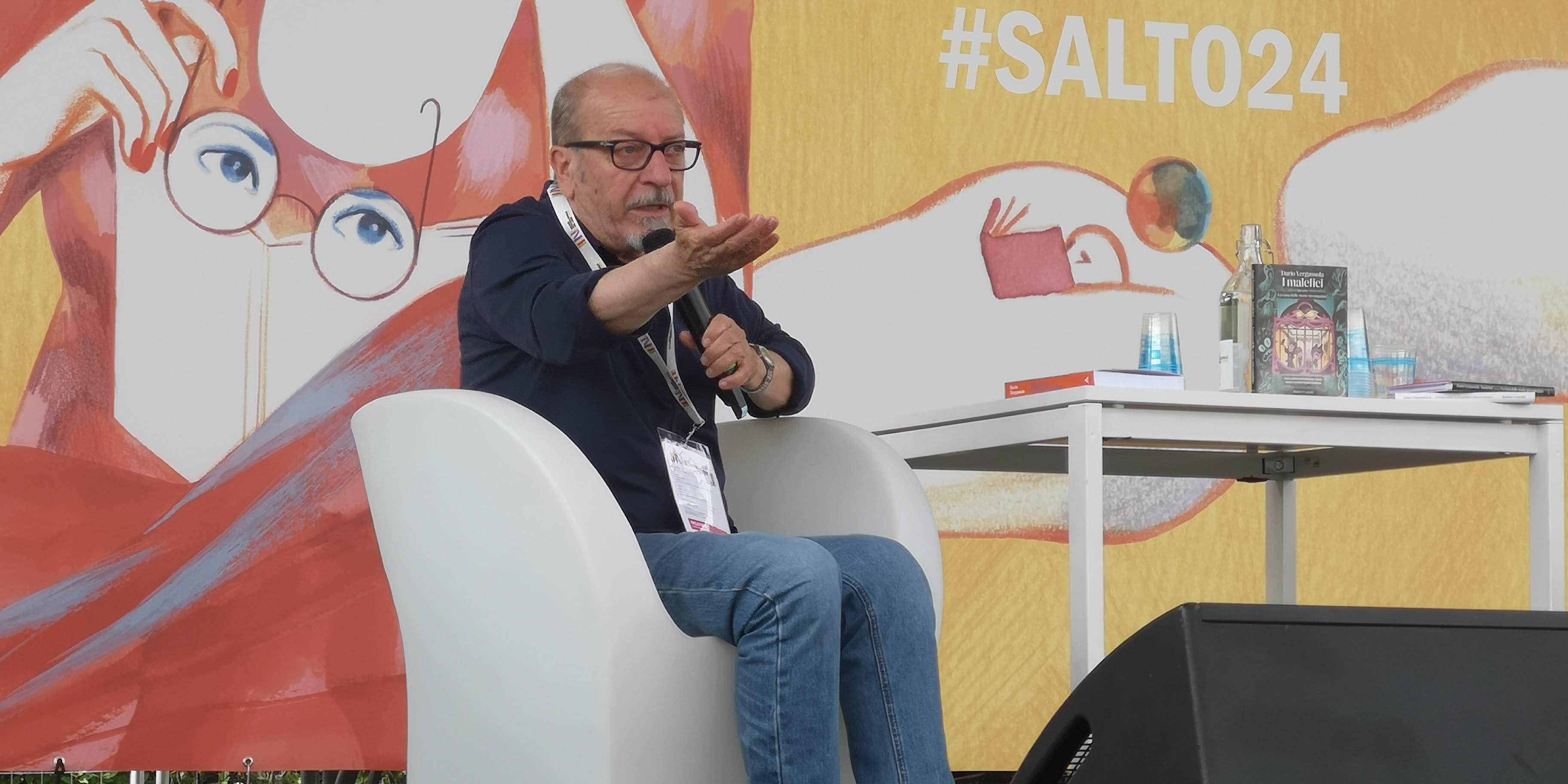
Dario Vergassola (2024)

Dopo aver svolto la professione di operaio si avvicina al mondo dello spettacolo partecipando nel 1988 a "Professione Comico", manifestazione diretta da Giorgio Gaber, nella quale ottiene sia il premio del pubblico sia quello della critica. Successivamente partecipa a Star 90 su Rete 4 e diventa inviato per Il TG delle vacanze di Canale 5 nell'estate 1991. Nel 1992 vince il Festival di Sanscemo con la canzone Mario (Marta), e lo stesso anno pubblica l'album Manovale gentiluomo contenente fra gli altri il brano Non me la danno mai (lamento dell'armonizzatore), contemporaneamente esordisce al cinema con un piccolo ruolo nel film Anni 90 di Enrico Oldoini.
Incomincia a girare per l'Italia nel 1993 con lo spettacolo Bimbi belli, rappresentato in collaborazione con il concittadino Stefano Nosei, a cui seguono La vita è un lampo nel 1994 e I cavalieri del Tornio - Recital per due, che lo vede sul palco insieme con David Riondino, nel 1997.
Nel 1994 presenta su Raidue In Kantina e nel 1995 esordisce nella serie TV diretta da Enrico Oldoini Dio vede e provvede accanto ad Angela Finocchiaro; l'anno successivo, oltre alla seconda stagione della serie, è coautore e interprete (insieme a Toni Garrani e ad Arnaldo Bagnasco) dello spettacolo Tenera è la notte, in onda su Raidue. A partire dal 1997 diventa ospite frequente del Maurizio Costanzo Show e partecipa alla trasmissione Facciamo Cabaret (il futuro Zelig) in onda su Italia 1. Nel 1998 partecipa al varietà di Raidue Crociera, condotto da Nancy Brilli e ideato da Gianni Boncompagni e allo show Comici di Italia 1 accanto a Serena Dandini e Paolo Hendel. Come ospite a Mai dire gol e a Quelli che il calcio, per seguire la Sampdoria, squadra di cui è tifoso.
Nel 1999 esce l'album Lunga vita ai pelandroni, tratto dall'omonimo spettacolo di cabaret, e l'anno dopo viene pubblicato con lo stesso titolo il relativo libro. Nel 2001 partecipa a Mai dire Gol 2001 con la Gialappa's Band su Italia 1. Nel 2002 esce e diventa subito un successo editoriale Me la darebbe?, raccolta delle celebri e scabrose interviste realizzate a Zelig. Nel 2003 (fino al 2007) è fra i protagonisti della serie TV di Canale 5 Carabinieri  e conduce su Rai Due con Federica Panicucci la trasmissione Bulldozer, dedicata ai nuovi comici. Sempre nello stesso anno esce anche il suo libro Me la darebbe? - Vol II, edito, come il precedente, da Mondadori.
Nella primavera del 2004 esordisce su Sky con la trasmissione Dieci (in onda su Happy Channel) e conduce su Sky Sport gli Oscar del calcio AIC 2003, e nell'ottobre dello stesso anno si presenta al fianco di Serena Dandini nella conduzione della trasmissione di Rai 3 Parla con me in onda in seconda serata fino al 2011.
Oltre a condurre o intervenire a molti programmi radiofonici, non trascura il cinema, partecipando in veste di protagonista a L'anima di Enrico di Stefano Saveriano, a Nuda proprietà vendesi di Enrico Oldoini e ad  Affetti smarriti di Luca Manfredi, oltre che a Il mattino ha l'oro in bocca.
Nel 2013, in collaborazione con il progetto "Le Cose Cambiano",  pubblica un video su YouTube nel quale esprime la sua vicinanza e il suo sostegno agli adolescenti omosessuali italiani, condannando comportamenti omofobi e vessatori.
Il 24 giugno 2014, viene confermato nella stagione 2014-2015 del programma Alle falde del Kilimangiaro dove affianca la nuova conduttrice Camila Raznovich.
Oltre a essere autore di libri pubblica rubriche e articoli per diversi giornali e magazine tra cui: Max, Left e Il Venerdì. Il suo primo romanzo, La ballata delle acciughe, arriva in libreria nel 2014.

## Filmografia

### Cinema
- Anni 90, regia di Enrico Oldoini (1992)
- Grazie di tutto, regia di Luca Manfredi (1997)
- L'erba proibita, regia di Daniele Mazzocca e Cristiano Bortone (2002)
- InvaXön - Alieni in Liguria, regia di Massimo Morini (2004)
- Il mattino ha l'oro in bocca, regia di Francesco Patierno (2008)
- L'ultimo crodino, regia di Umberto Spinazzola (2009)
- Lost in Laos, regia di Alessandro Zunino (2012)
- I viaggiatori, regia di Ludovico Di Martino (2022)

### Televisione
- Dio vede e provvede (1996-1997) - serie TV
- Nuda proprietà vendesi (1997) - film TV
- Via Zanardi, 33 (2001) - sit-com, episodio 01x19
- Carabinieri (2002-2007) - serie TV
- InvaXön - Alieni nello spazio (2007) - serie TV
- Un posto al sole (2008) - episodio 2500

### Pubblicità
- SanBittèr (2001) - con Anna Longhi
- AVIS (2003)
- Campagna "Con l'HIV non si scherza" promossa dal Ministero della Salute (2017)
- Campagna "#SeiSicuro" promossa dalla Polizia di Stato (2019)

### Cortometraggi
- Ridillo - Splendida Giornata, regia di Stefano Mignucci (2004)
- L'anima di Enrico, regia di Stefano Saveriano (2009)
- Storie di precaria follia, regia di Carlo Barbalucca (2020)

## Teatro
- Manovale gentiluomo (1992/1993, dal 2022)
- Bimbi belli, con Stefano Nosei (1993/1994)
- La vita è un lampo, regia di Massimo Martelli (1994/1995)
- I cavalieri del Tornio - Recital per due, con David Riondino (1997-2001)
- Lunga vita ai pelandroni (1999/2000)
- Le interviste impossibili (2002-2004)
- Todos Caballeros - Ballate per Don Chisciotte e Sancho Panza, con David Riondino (2005-2007)
- Sparla con me (2006-2011)
- Riondino accompagna Vergassola ad incontrare Flaubert, con David Riondino (2010-2016)
- La ballata delle acciughe (2015-2017)
- La Traviata delle Camelie, con David Riondino (2018-2022)
- Storie sconcertanti (dal 2020)
- Raffaello, la Fornarina, il Cinquecento e Altre Storie, con David Riondino (2020-2022)

## Televisione
- Star 90 (Rete 4, 1990) Concorrente
- Il TG delle vacanze (Canale 5, 1991) Inviato
- In Kantina (Rai Due, 1994)
- Tenera è la notte (Rai Due, 1996)
- Maurizio Costanzo Show (Canale 5, 1997-1999)
- Facciamo cabaret (Italia 1, 1997)
- Crociera (Rai 2, 1998)
- Comici (Italia 1, 1998/1999)
- Zelig - Facciamo cabaret (Italia 1, 1998-1999)
- Zelig (Italia 1, 2000-2002; Canale 5, 2014, 2021)
- Giro d'Italia (Rai Tre, 2000)
- Quelli che il calcio (Rai 2, 2001-2002, 2017-2021)
- Mai dire Gol (Italia 1, 2001)
- Bulldozer (Rai 2, 2003)
- Dieci (Happy Channel, 2004)
- Oscar del calcio AIC (Sky Sport Uno, 2004)
- Parla con me (Rai 3, 2004-2011)
- The Show Must Go Off (LA7, 2012)
- In onda (LA7, 2012-2013)
- 2Next - Economia e Futuro (Rai 2, 2013-2016)
- Kilimangiaro (Rai 3, 2013-2016)
- Concerto del Primo Maggio (Rai 3, 2014-2015)
- Italiani di carta (San Marino RTV, 2015-2017)
- Sei in un paese meraviglioso (Sky Arte, 2015-2020)
- Kilimangiaro - Summer Nights (Rai 3, 2015-2016)
- Sunday Tabloid (Rai 2, 2016)
- Vediamo se abboccano (Zelig TV, 2019)
- Non si batte il classico (San Marino RTV, dal 2019)
- Cartabianca (Rai 3, 2021-2022)
- Only Fun – Comico Show (Nove, 2022-2023)
- Pechino Express (Sky Uno, 2023) concorrente
- Alessandro Borghese - Celebrity Chef (TV8, 2023) concorrente

## Radio
- Radiorisate (Rai Radio 2, 2002-2003)
- Psicofaro (Rai Radio 2, 2003-2007)
- Vasco de Gama (Rai Radio 2, 2007-2010)
- Il giorno della marmotta (Rai Radio 2, 2010-2011)

## Opere
- Lunga vita ai pelandroni, con Marco Melloni, Casale Monferrato, Piemme, 2000. ISBN 88-384-4931-7.
- Me la darebbe? Le domande più irriverenti di Dario Vergassola, con Carlo Turati e Giovanni Tamborrino, Milano, Mondadori, 2002. ISBN 88-04-50640-7.
- Veline e calciatori. Domande cattive a gente nel pallone, con Carlo Turati, Milano, Mondadori, 2004. ISBN 88-04-52434-0.
- Sparla con me, con Massimo Dimunno e Giovanni Tamborrino, Milano, Mondadori, 2007. ISBN 88-04-52435-9.
- Un annetto buono (ma neanche tanto). Da Si può fare! a Non ce la faremo mai, pensato da Marco Melloni, suggerito da Giovanni Tamborrino e messo in bella da Massimo Dimunno, Milano, Salani, 2009. ISBN 978-88-6256-139-6.
- Panta Rai. La notizia scorre, con Marco Melloni, Dario Tiano, Tamborrino&Dimunno, Milano, Feltrinelli, 2012. ISBN 978-88-07-49118-4.
- La ballata delle acciughe, Milano, Mondadori, 2014. ISBN 978-88-9180-076-3.
- Se vuoi dirmi qualcosa, taci. Dialogo tra un ebreo e un ligure sull'umorismo, con Moni Ovadia, Milano, La nave di Teseo, 2020. ISBN 978-88-93-95062-6
- Storie vere di un mondo immaginario. Cinque racconti delle cinque terre, Milano, Baldini e Castoldi, 2021. ISBN 978-88-9388-374-0
- A.A.V.V., Il satiro scientifico. Storie di merda, Milano, Mondadori, 2023. ISBN 978-88-0478-409-8
- Liguria, terra di mugugni e di bellezza. Guida ironico-sentimentale, Milano, Mondadori Electa, 2024. ISBN 978-88-9183-914-5

## Discografia

### Album
- 1992: Manovale gentiluomo (Mercury, 512 716 - 1)
- 1999: Lunga vita ai pelandroni (Sony Music)

### Compilation
- 1992 - Festival di Sanscemo 1992 (Polygram 512 396-2), con il brano Mario (Marta) (diversa registrazione rispetto a quella contenuta nell'album Manovale gentiluomo)

## Collaborazioni editoriali
- Max (2004-2006)
- Left (2006-2010)
- Il Venerdì di Repubblica (dal 2010) - rubrica C'è vita sulla Terra?